# Campeonato Paulista Série A2 2006
In 2006 werd het 60ste Campeonato Paulista Série A2 gespeeld voor voetbalclubs uit de Braziliaanse staat São Paulo. De competitie werd georganiseerd door de FPF en werd gespeeld van 4 februari tot 28 mei. Barueri werd kampioen. 

## Eerste fase

### Groep 1
| Plaats | Clu            | Wed. | W  | G | V  | Saldo | Ptn. |
| ------ | -------------- | ---- | -- | - | -- | ----- | ---- |
| 1.     | Sertãozinho    | 18   | 10 | 4 | 4  | 27:17 | 34   |
| 2.     | União São João | 18   | 9  | 6 | 3  | 29:18 | 33   |
| 3.     | Rio Preto      | 18   | 8  | 5 | 5  | 30:26 | 29   |
| 4.     | Taquaritinga   | 18   | 7  | 8 | 3  | 30:19 | 29   |
| 5.     | Oeste          | 18   | 7  | 4 | 7  | 21:17 | 25   |
| 6.     | Bandeirante    | 18   | 7  | 4 | 7  | 26:25 | 25   |
| 7.     | Comercial      | 18   | 6  | 5 | 7  | 25:22 | 23   |
| 8.     | Mirassol       | 18   | 5  | 7 | 6  | 32:28 | 22   |
| 9.     | Olímpia        | 18   | 4  | 8 | 6  | 22:31 | 20   |
| 10.    | Araçatuba      | 18   | 0  | 3 | 15 | 22:61 | 3    |

|  | Geplaatst voor tweede fase |
|  | Degradatie naar Série A3   |

### Groep 2
| Plaats | Clu               | Wed. | W  | G | V  | Saldo | Ptn. |
| ------ | ----------------- | ---- | -- | - | -- | ----- | ---- |
| 1.     | Barueri           | 18   | 13 | 4 | 1  | 37:16 | 43   |
| 2.     | Palmeiras B       | 18   | 12 | 2 | 4  | 43:24 | 38   |
| 3.     | Rio Claro         | 18   | 9  | 3 | 6  | 28:20 | 30   |
| 4.     | Guaratinguetá     | 18   | 8  | 4 | 6  | 40:36 | 28   |
| 5.     | Inter de Limeira  | 18   | 7  | 5 | 6  | 26:31 | 26   |
| 6.     | Atlético Sorocaba | 18   | 8  | 0 | 10 | 29:34 | 24   |
| 7.     | Nacional          | 18   | 6  | 4 | 8  | 30:34 | 22   |
| 8.     | Taubaté           | 18   | 6  | 2 | 10 | 36:40 | 20   |
| 9.     | XV de Piracicaba  | 18   | 5  | 3 | 10 | 28:29 | 18   |
| 10.    | União Barbarense  | 18   | 1  | 3 | 14 | 18:51 | 6    |

|  | Geplaatst voor tweede fase |
|  | Degradatie naar Série A3   |

## Tweede fase

### Groep 3
| Plaats | Clu          | Wed. | W | G | V | Saldo | Ptn. |
| ------ | ------------ | ---- | - | - | - | ----- | ---- |
| 1.     | Sertãozinho  | 6    | 4 | 0 | 2 | 8:6   | 12   |
| 2.     | Rio Claro    | 6    | 3 | 1 | 2 | 8:6   | 10   |
| 3.     | Taquaritinga | 6    | 2 | 2 | 2 | 4:4   | 8    |
| 4.     | Palmeiras B  | 6    | 1 | 1 | 4 | 1:5   | 4    |

|  | Geplaatst voor finale  |
|  | Promotie naar Série A1 |

### Groep 4
| Plaats | Clu            | Wed. | W | G | V | Saldo | Ptn. |
| ------ | -------------- | ---- | - | - | - | ----- | ---- |
| 1.     | Barueri        | 6    | 3 | 1 | 2 | 14:12 | 10   |
| 2.     | Guaratinguetá  | 6    | 3 | 0 | 3 | 7:6   | 9    |
| 3.     | União São João | 6    | 2 | 2 | 2 | 11:10 | 8    |
| 4.     | Rio Preto      | 6    | 2 | 1 | 3 | 7:11  | 7    |

|  | Geplaatst voor finale  |
|  | Promotie naar Série A1 |

## Finale
Beide clubs promoveren.
|               |                                   |       |             |                                            |
| 28 mei Finale | Barueri                           | 4 – 1 | Sertãozinho | Estádio Municipal Orlando Baptista Novelli |
| 28 mei Finale | Michael 12', 85' Everton 74', 76' |       | 91' Gil     | Estádio Municipal Orlando Baptista Novelli |

## Kampioen
| Campeonato Paulista de 2006 - Série A2 |
| São Paulo                              |
| -------------------------------------- |
| BARUERI Kampioen (1° titel)            |